# Бинтулу
Бинтулу е град в щата Саравак, Малайзия. Населението му е 200 000 жители (2010 г.)
Площта му е 2515 кв. км. Намира се в часова зона UTC+8 на 215 км от градовете Сибу и Мири.
Средната годишна температура е около 27 градуса. Историята на Бинтулу датира отпреди 40 000 години, откогато са намерени предмети в пещери на 120 км северно от града. Също е установено, че се е осъществявала търговия с Древен Китай.